# Bath Iron Works

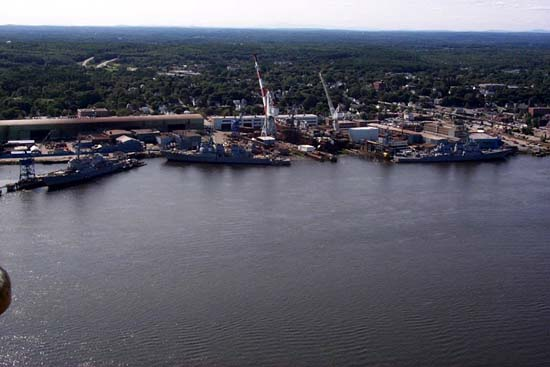
Американські верфі суднобудівної компанії Бат Айрон Воркс

Бат Айрон Воркс (англ. Bath Iron Works, (BIW) — американська суднобудівна компанія та дочірня філія General Dynamics, яка розташована на річці Кеннебек поблизу міста Бат, штат Мен. Є одним з найбільших виробників приватних, комерційних та військових кораблів і суден, більшість з яких їдуть на замовлення американських ВМС. Верфі компанії виготовляли свого часу лінійні кораблі, крейсери, фрегати та есмінці, зокрема одним з найвідоміших типів ескадрених міноносців є есмінці КРЗ типу «Арлі Берк».